# Der unfreiwillige Fallschirmjäger
Der unfreiwillige Fallschirmjäger ist eine französische Filmkomödie aus dem Jahr 1950. In Frankreich wurde der Film am 22. Dezember 1950 in den Kinos veröffentlicht. In Westdeutschland erschien er am 28. Dezember 1953 in den Kinos.

## Handlung
Der Hotelportier Luc erhält von André Duroc die Verantwortung über das Miramar übertragen. Diese Gelegenheit nutzt Luc, um sich Geld zu erpressen. Dabei verliebt sich die Kammerzofe Alice in ihn. Er muss fliehen. Mit Hilfe einer Uniform eines Fallschirmjägers versteckt er sich beim Militär und muss beim Manöver teilnehmen.

## Kritik
„Eine armselige Militärklamotte ohne Witz, Einfälle und erkennbare inszenatorische Bemühungen. Selbst Fernandel ist nur ein Schatten seiner selbst.“